# Плезант Тауншип (округ Воррен, Пенсільванія)
Плезант Тауншип (англ. Pleasant Township) — селище (англ. township) в США, в окрузі Воррен штату Пенсільванія. Населення — 2249 осіб (2020).

## Демографія
Згідно з переписом 2010 року, у селищі мешкали 2444 особи в 1045 домогосподарствах у складі 717 родин. Було 1351 помешкання
Расовий склад населення:
| - 99,1 % — білих - 0,2 % — азіатів - 0,1 % — корінних американців - 0,1 % — чорних або афроамериканців |

До двох чи більше рас належало 0,4 %. Частка іспаномовних становила 0,5 % від усіх жителів.
За віковим діапазоном населення розподілялося таким чином: 15,8 % — особи молодші 18 років, 56,6 % — особи у віці 18—64 років, 27,6 % — особи у віці 65 років та старші. Медіана віку мешканця становила 52,3 року. На 100 осіб жіночої статі у селищі припадало 91,4 чоловіків;  на 100 жінок у віці від 18 років та старших — 90,1 чоловіків також старших 18 років.
Середній дохід на одне домашнє господарство  становив 61 865 доларів США (медіана — 54 167), а середній дохід на одну сім'ю — 74 049 доларів (медіана — 66 433). Медіана доходів становила 45 192 долари для чоловіків та 30 545 доларів для жінок. За межею бідності перебувало 5,2 % осіб, у тому числі 12,5 % дітей у віці до 18 років та 2,9 % осіб у віці 65 років та старших.
Цивільне працевлаштоване населення становило 1156 осіб. Основні галузі зайнятості: освіта, охорона здоров'я та соціальна допомога — 24,2 %, виробництво — 22,3 %, фінанси, страхування та нерухомість — 14,2 %, роздрібна торгівля — 11,2 %.